# Liste der Auslandsvertretungen Tadschikistans

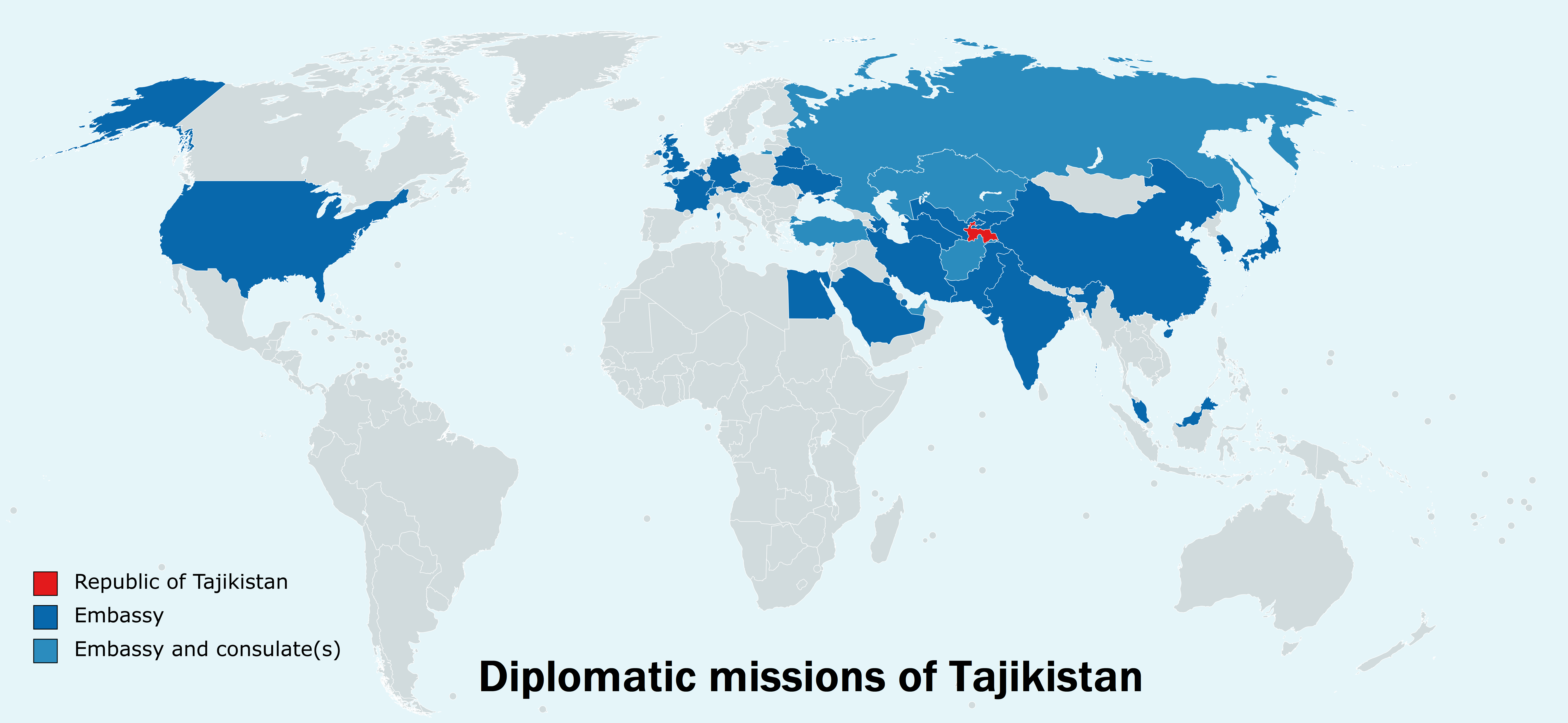
Standorte der diplomatischen Vertretungen Tadschikistans

Dies ist eine Liste der diplomatischen und konsularischen Vertretungen Tadschikistans.

## Diplomatische und konsularische Vertretungen

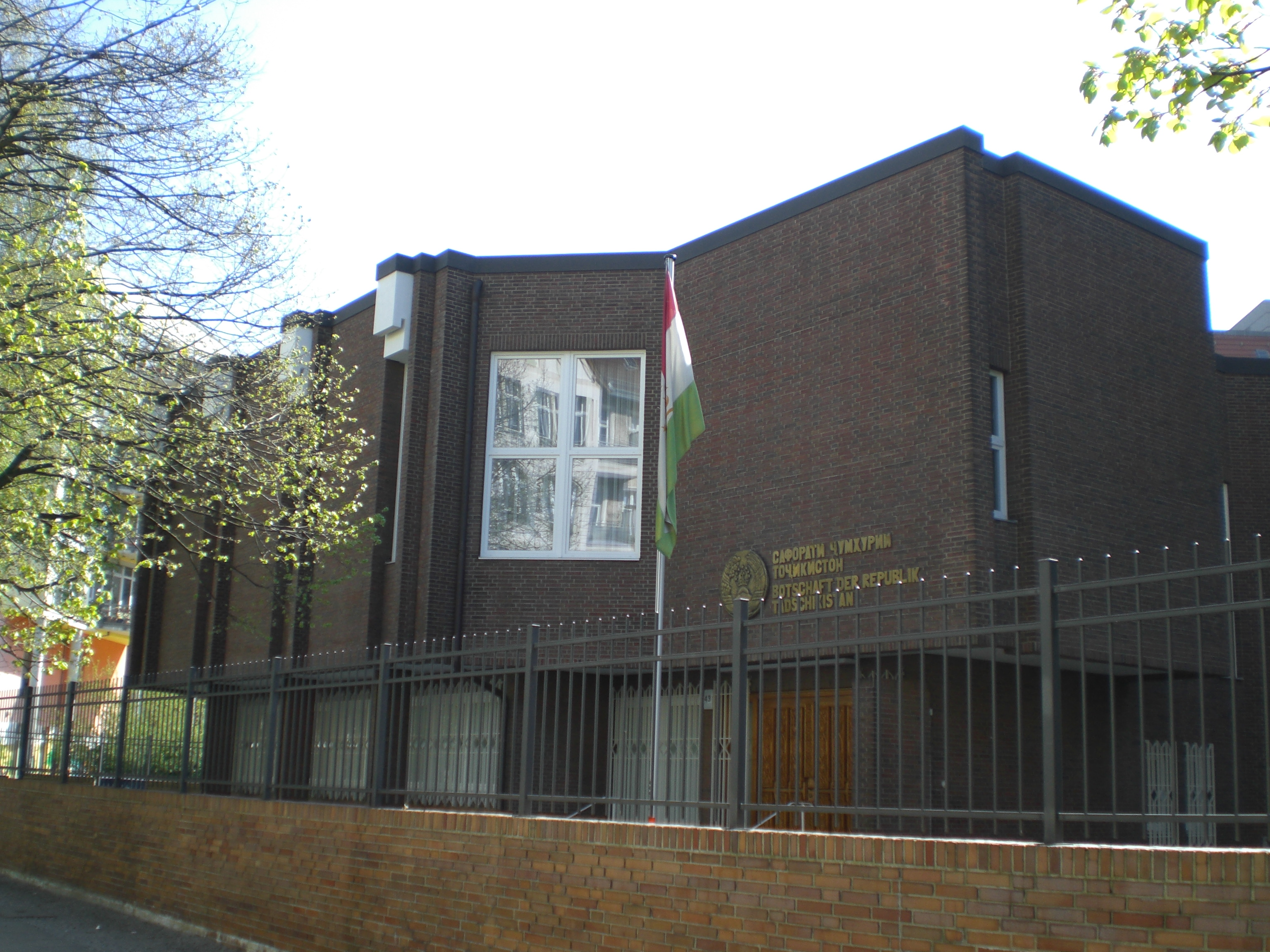
Tadschikische Botschaft in Berlin

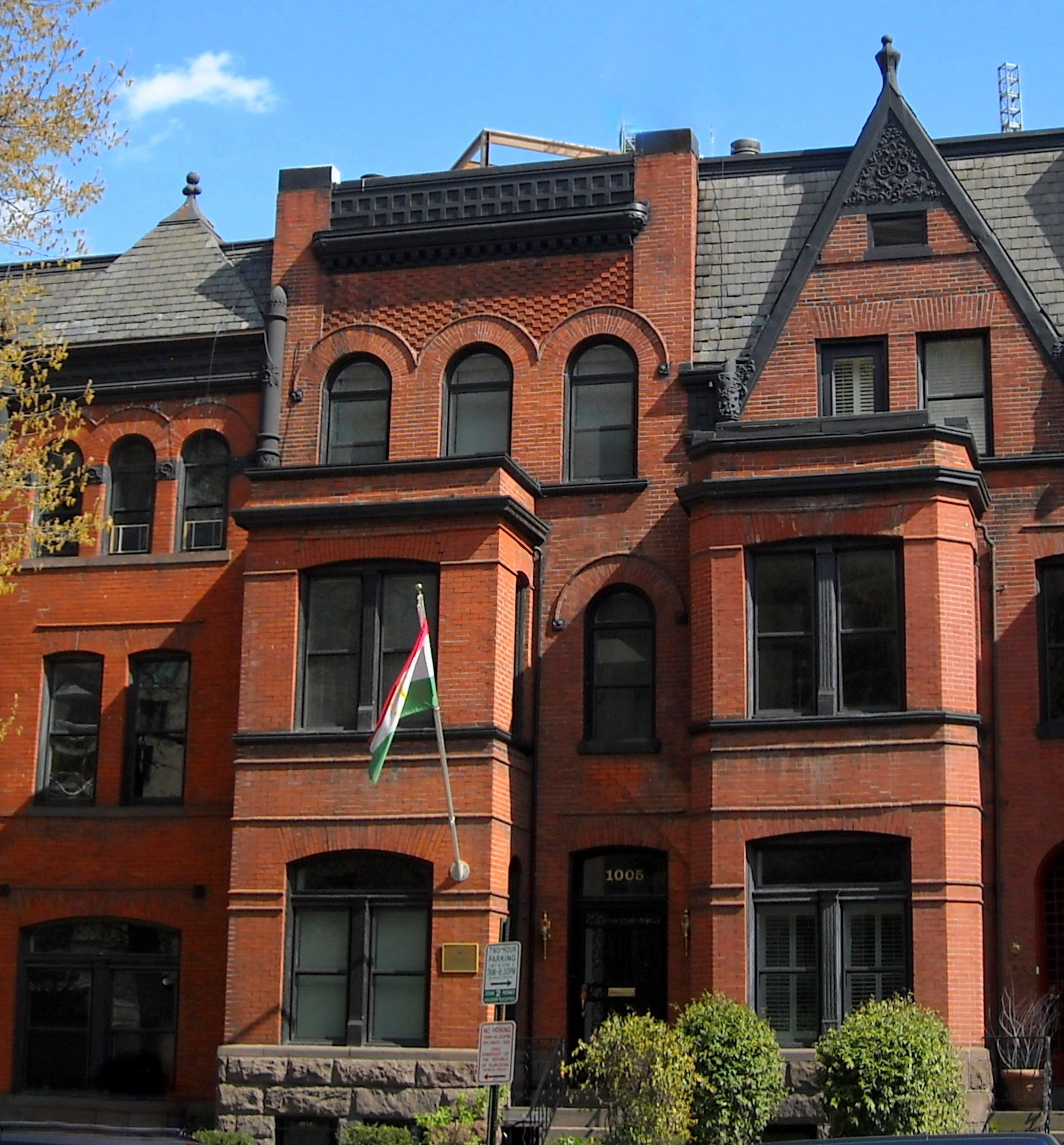
Tadschikische Botschaft in Washington, D.C.

### Afrika
- Ägypten: Kairo, Botschaft

### Amerika
- Vereinigte Staaten: Washington, D.C., Botschaft

### Asien
| - Afghanistan: Kabul, Botschaft - Afghanistan: Faizabad, Konsulat - Afghanistan: Masar-e Scharif, Konsulat - Aserbaidschan: Baku, Botschaft - Volksrepublik China: Peking, Botschaft - Indien: Neu-Delhi, Botschaft - Iran: Teheran, Botschaft - Japan: Tokyo, Botschaft - Kasachstan: Astana, Botschaft - Kasachstan: Almaty, Konsulat | - Katar: Doha, Botschaft - Kirgisistan: Bischkek, Botschaft - Kuwait: Kuwait, Botschaft - Malaysia: Kuala Lumpur, Botschaft - Pakistan: Islamabad, Botschaft - Saudi-Arabien: Riad, Botschaft - Südkorea: Seoul, Botschaft - Turkmenistan: Aşgabat, Botschaft - Usbekistan: Taschkent, Botschaft - Vereinigte Arabische Emirate: Abu Dhabi, Botschaft |

### Europa
| - Belgien: Brüssel, Botschaft - Deutschland: Berlin, Botschaft - Frankreich: Paris, Botschaft - Österreich: Wien, Botschaft - Russland: Moskau, Botschaft - Russland: Jekaterinburg, Generalkonsulat | - Schweiz: Genf, Botschaft - Türkei: Ankara, Botschaft - Ukraine: Kiew, Botschaft - Vereinigtes Königreich: London, Botschaft - Belarus: Minsk, Botschaft |

## Vertretungen bei internationalen Organisationen
- Vereinte Nationen: New York, Ständige Vertretung